# Кернер, Теобальд

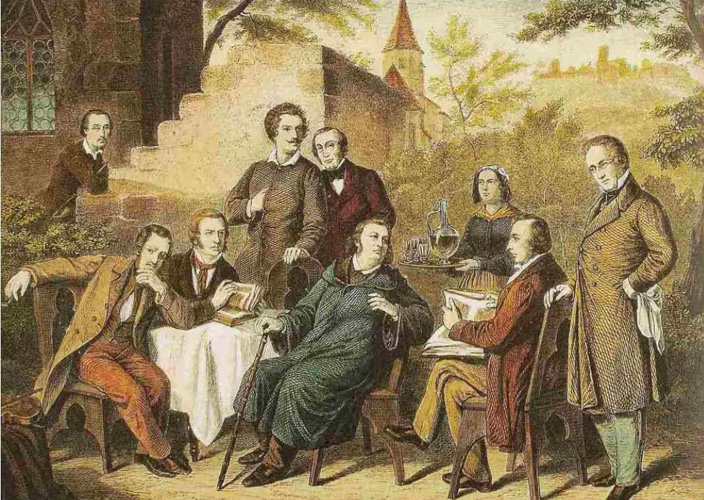
По порядку: Теобальд Кернер, Ленау, Густав Шваб, граф Александр Кристиан Фридрих Вюртембергский, Карл Фридрих Майер, Юстинус Кернер, Фридерика Кернер, Людвиг Уланд, Карл Август Фарнхаген фон Энзе

Теобальд Кернер (нем. Theobald Kerner; 14 июня 1817, Гайльдорф — 11 августа 1907, Вайнсберг) — немецкий поэт, сын Юстинуса Кернера.
Медик по профессии. В результате участия в движениях 1848 должен был бежать в Страсбург, но в 1850 вернулся и был осужден к 10-месячному заключению в крепости.